# Lourdes Barreto
Lourdes Barreto (Brejo de Areia, 1944) es una activista brasileña que ha participado activamente en la promoción de los derechos de las trabajadoras sexuales en Brasil. Cofundadora de la Red Brasileña de Prostitutas en la década de 1980, también ha contribuido decisivamente a fomentar políticas de prevención del VIH en Brasil. En 2024, fue incluida en el listado de las 100 Mujeres (BBC) del año.

## Trayectoria
Barreto nació en el municipio de Brejo de Areia, en el estado de Paraíba en el noreste de Brasil y creció en Catolé do Rocha, municipio perteneciente al mismo estado. Abandonó su hogar a los 14 años, después de sufrir violencia doméstica y sexual. Empezó a trabajar como prostituta y a viajar por varios estados antes de establecerse en Belém, Pará, a orillas del Río Amazonas. En Belém, trabajando de noche en las calles, comenzó sus actividades en apoyo de los derechos de las trabajadoras sexuales. Barreto se hizo un tatuaje en el brazo que dice Eu sou puta (Soy una puta).
En 1987, fundó junto con Gabriela Leite, la Red Brasileña de Prostitutas, una de las primeras organizaciones de apoyo a las trabajadoras sexuales en Brasil. Esta red desempeñó un papel importante en la instauración del Día Internacional de la Trabajadora Sexual, que se celebra cada año el 2 de junio. En 2000, se presentó como candidata al concejo municipal de Belém pero a pesar de recibir un apoyo significativo no consiguió ser elegida. Más tarde se convirtió en la primera prostituta en servir en el Consejo Nacional de Derechos de la Mujer. Barreto, junto a otras mujeres fundó el Grupo de Mujeres Prostitutas del Estado de Pará (Gempac) que combate los prejuicios contra las trabajadoras sexuales.
Barreto desempeñó un rol decisivo en la creación de políticas de prevención de la infección por VIH en Brasil. Impulsó una campaña para prevenir la propagación del VIH entre las comunidades que se dedican a la extracción de oro.
Publicó su autobiografía en 2023, titulada Puta, autobiografía. Se publicó con apoyo financiero del Estado. Posteriormente, se inició el proceso para rodar un documental con su propio guion. Barreto se ha casado cuatro veces, y ha tenido cuatro hijos y diez nietos.

## Reconocimientos
En 2023, Lourdes Barreto fue homenajeada por la escuela de samba Piratas da Batucada en el Carnaval de Belém. Ese mismo año, la BBC la incluyó en su lista 100 Women, que reconoce a las mujeres más influyentes del año a nivel mundial.